# Sinan Albayrak
Sinan Albayrak (* 1973 in Hanau, Deutschland) ist ein türkischer Schauspieler.

## Leben
Sinan Albayrak verbrachte einen Teil seiner Kindheit in Rodenbach, wo ein Teil seiner Familie noch immer lebt. Nachdem er seine Theaterausbildung am Konservatorium in Istanbul beendet hatte, begann er am Bakirköy-Theater in Istanbul seine Theaterlaufbahn. Schon früh während seines Studiums spielte er in einigen Fernsehserien mit.

## Filmografie

### Serien
- 1993: Ferhunde Hanimlar
- 1996: Kara Melek Kameraman Mithat
- 1999: Yilan Hikayesi David
- 2000: Sasi Felek Çikmazi Rafet
- 2001: Karanlikta Kosanlar
- 2001: Nasil Evde Kaldim
- 2002: Unutma Beni Gökhan
- 2003: Kurtlar Vadisi Sadik
- 2004: Omuz Omuza Cem
- 2005: Beyaz Gelincik Melih
- 2005: Sessiz Gece Serkan
- 2006: Yersiz Yurtsuz Ishak
- 2007: Parmaklilar Ardinda Tarik
- 2014: O Hayat Benim Mehmet Emir Atahan
- 2021: Sen cal kapimi Mehmet

### Kinofilme
- 1998: Alles wird gut!
- 2005: Döngel Karhanesi Rus Mafya Sefi
- 2006: Cinliler geliyor Amerikali
- 2006: Sis ve gece Komser Mustafa
- 2007: Zeynep'in 8 günü Barmen
- 2010: Esrefpasalilar